# Монферрат

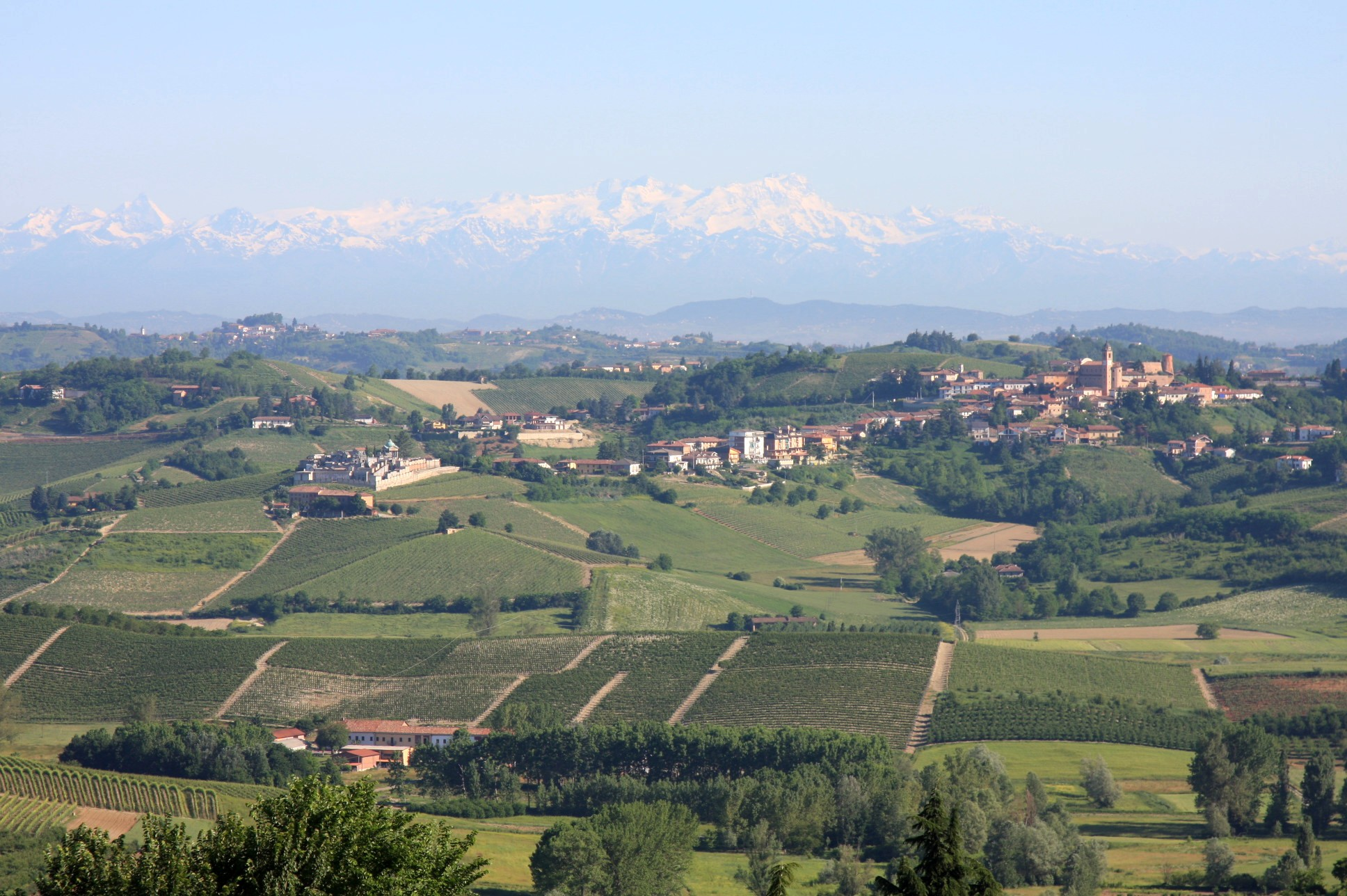
Виноградники в Монферрате

Монферрат (пьем. Monfrà; итал. Monferrato) — географический регион, являющийся частью региона Пьемонт в Северной Италии. В его границах, изменяющихся в течение времени, располагались одноименные маркграфство, а позже герцогство. Примерные границы включают современные провинции Алессандрия и Асти.
Монферрат является одним из наиболее важных винодельческих районов Италии. Также регион славен литературными традициями, в том числе в XVIII веке на территории Асти родился поэт и драматург Витторио Альфьери, а в 20-м в Алессандрии Умберто Эко.
Территория региона делится надвое рекой Танаро. Северная часть (итал. Basso Monferrato), которая находится между этой рекой и рекой По, это область холмов и равнин. Южная часть (итал. Alto Monferrato) находится на возвышенном берегу Танаро. Располагающиеся на ней Апеннины являются водоразделом между Пьемонтом и Лигурией.